# Elize Secomandi Maia
Elize Secomandi Maia (* 20. Oktober 1984 in Vitória) ist eine brasilianische Beachvolleyballspielerin.

## Karriere
Elize Maia spielte von 2008 bis 2012 mit verschiedenen Partnerinnen sporadisch auf der FIVB World Tour, allerdings mit wenig Erfolg. Mit Fernanda Berti Alves gelangen ihr 2013 und 2014 auf der Südamerika-Tour zahlreiche erste und zweite Plätze. Bei den wenigen Einsätzen auf der World Tour war ein fünfter Platz bei den Anapa Open das beste Ergebnis von Fernanda/Maia. In der zweiten Jahreshälfte 2014 war Elize Maia vorwiegend an der Seite von Josemari Alves auf nationalen und südamerikanischen Turnieren unterwegs.
Von 2015 bis 2016 spielte Maia an der Seite des erst 16-jährigen brasilianischen Volleyballtalents Eduarda Santos Lisboa („Duda“). Nach einem fünften Platz in Luzern gelang den beiden Brasilianerinnen mit Platz drei bei den Prag Open das bis dahin beste Ergebnis auf der FIVB World Tour 2015. Bei der ersten Veranstaltung der Tour 2015/16, den Vallarta Open in Mexiko, toppten die beiden Südamerikanerinnen dieses Resultat mit dem Erreichen des Finales, das sie gegen Ludwig/Walkenhorst verloren. Im Februar 2016 gelangen Elize Maia und Duda in ihrer Heimat bei den Maceió Open der erste Sieg auf der FIVB World Tour, den sie in Fortaleza wiederholen konnten. Die bis dahin beste Platzierung bei einem Grand Slam erzielten die Athletinnen im gleichen Jahr in Moskau mit dem fünften Rang. Im folgenden Monat konnten sie dieses Ergebnis mit dem Erreichen des Halbfinales beim Olsztyn Grand Slam in Polen noch übertreffen.
2017 war Taiana Lima ihre neue Partnerin. Bei der WM in Wien gewannen Elize Maia und Lima ihre Vorrundengruppe und schieden erst im Achtelfinale gegen ihre Landsfrauen Maria Antonelli / Carol aus. 2018 spielte Elize Maia an der Seite von Maria Clara Salgado. 2019 legte sie eine Babypause ein.
Von 2020 bis 2022 war die sechzehn Jahre jüngere Thamela Coradello Galil Elize Maias Partnerin, zunächst nur auf der nationalen Tour und ab August 2021 auch auf der World Tour. Hier gewannen die beiden Brasilianerinnen das 2-Sterne Turnier in Prag und wurden jeweils Fünfte beim 2-Sterne Turnier in Brno und beim 4-Sterne Turnier in Itapema. Bestes Ergebnis auf der neugeschaffenen World Beach Pro Tour 2022 war ein dritter Platz im März beim Challenge-Turnier im mexikanischen Tlaxcala.
2024 spielte Elize Maia zunächst wieder mit Thamela. Nach dem Achtelfinaleinzug beim Challenge in Saquarema und dem Erreichen der zweiten Qualifikationsrunde in der Hauptstadt ihres Heimatlandes wechselte sie jedoch die Partnerin. Mit Thainara Oliveira gelang ihr in Rio de Janeiro ihr bis dahin größter Erfolg bei einem Elite 16. Durch die erfolgreich überstandene Qualifikation und den Sieg über Churin / Gallay belegten die Brasilianerinnen den dritten Rang in der Gruppenphase. In der Runde der Zwölf verloren sie gegen die Deutschen Ittlinger / van de Velde und wurden so im Gesamtklassement Neunte.